# Пічугін Юрій Вікторович
Юрій Вікторович Пічугін (Пічуга) (нар. 18 жовтня 1965) — впливовий російський кримінальний авторитет, злодій в законі, неодноразово судимий за крадіжки та грабунки, один із керівників кримінального світу республіки Комі, де виступає як «кримінальний суддя» при вирішенні конфліктів. Входив у оточення злодія в законі Діда Хасана, жив у Москві і Сиктивкарі.
Станом на літо 2019 року Пічугін ділив статус глави злочинного світу Росії з злодієм в законі Шишканов (Олег Шишканов).

## Життєпис
Народився 1965 року в Свердловській області, виріс у селищі Жешарт Усть-Вимскій району Комі АРСР . У вересні 1983 року його було вперше засуджено за крадіжку (Усть-Вимський суд засудив його до 1,5 років позбавлення волі), далі знову був засуджений на рік за хуліганство, в листопаді 1987 року засуджений за грабіж, 1988 року за злісне хуліганство потрапив за грати на чотири роки, 1990 року був «коронований» за рекомендацією грузинського злодія в законі Едішера Стуруа, після чого став «смотрящим» по Комі .
В ніч проти 2 січня 1998 року біля сиктивкарського клубу «Даймон» Пічугін і кілька його колег жорстоко побили трьох людей зі спортклубу «Скіф», при цьому відрізавши одному з них частину вуха. На цьому ворожнеча між конкурентами не закінчилася і за два дні «пічугінці» знову побили «скіфівців». Згодом всі учасники того угруповання брали участь у побитті «пічугінців», включаючи ватажка, їх затримали на злодійському зібранні в місті Шахти Ростовської області. Слідство у цій справі супроводжувалося низкою гучних скандалів: спершу з кабінету міліцейського слідчого «зник» найважливіший том кримінальної справи, а в кінці травня 1999 року Сиктивкарський суддя випустила Пічугіна з-під варти під заставу в 100 тис. руб., після чого той втік, його було затримано за кілька місяців в Москві. Зрештою суд визнав Пічугіна винним у хуліганстві й засудив його до трьох років позбавлення волі, проте його було звільнено за амністією .
2003 року Пічугіна затримано в Москві під час злодійської зустрічі. У жовтні 2006 року міліція накрила в московському ресторані «Золотий слон» кримінальну сходку з 16 осіб, в тому числі Пічугу, Едуарда Асатряна (Едик Тбіліський або Осетрина), Роман Кащаев (Рома Кащей) і Тимофій Капченін (Тимоха). ПІчугіна затримали з підробними українським паспортом, але відпустили під підписку про невиїзд. У серпні 2007 року в Сиктивкарі був убитий заступник директора компанії «Ремстройенерго» Сергій Дінер, який входив до угруповання Пічугіна. 6 листопада 2008 року Пічуга брав участь у злодійський «сходці» клану Діда Хасана в Москві, на якій були «короновані» відразу 10 новачків. Після смерті Япончика (жовтень 2009 року) Дід Хасан зробив Пічугу своїм ставлеником і одним із лідерів слов'янського злодійського крила. У червні 2010 року Пічугін, який перебував у міжнародному розшуку, був затриманий СБУ під час «сходки» в Одесі з фальшивим українським паспортом (у 2011 році в Лук'янівському СІЗО Києва його відвідував впливовий злодій в законі Вася Воскрес).
У квітні 2012 року Сиктивкарський суд заочно засудив Пічугіна до 17 місяців позбавлення волі в колонії загального режиму за самоуправство (2009 року він у змові з трьома спільниками із застосуванням насильства намагався заволодіти майном підприємця Сергія Терентьєва, власника судноплавної компанії «Терпус», 2 червня 2011 року спільники, в тому числі авторитет Махач Азізов, були засуджені, а справу щодо Пічугіна виділили в окреме провадження). До цього часу Пічуга вже перебував на Україні на свободі, відбувши в ізоляторі весь призначений судом термін (в грудні 2011 року його випустили з Лук'янівського СІЗО), після чого включився до місцевого переділк сфер впливу на стороні клану Діда Хасана. А в травні 2012 року Пічугін в компанії українських злодіїв в законі Сергія Лисенка (Льора Сумський) і Олексія Сальникова (Льоша Краснодонський) був затриманий під час «сходки» в Києві, на якій вирішувалося питання про призначення нового «смотрящего» за Києвом.
У найближче оточення Пічуги входили авторитети Олександр Хлинов (Білий або Фігура), Максим Абубакар, Махач Азізов і його молодший брат Хадіс Азізов (Ломон), Роман Кащаев (Кащей або Рома Краснодарський), Сергій Лисенко (Льора Сумський). Хлинова було «короновано» грузинськими злодіями 2001 року за протекцією Пічугіна і заміщав його під час відсутності злодія в Комі, однак після того, як в червні 2005 року убив охоронця сиктивкарського розважального центру «Релакс», втік. У березні 2007 року Білого було затримано в Москві і етаповано до Комі, у вересні 2008 року засуджено Сиктивкарський судом до 9 років позбавлення волі і відбуваням покарання спершу під Сиктивкаром, а потім в Омській області (за даними ЗМІ, Білий пішов на співпрацю з владою і в грудні 2009 року звільнився, за що і був убитий 2010 року під час злодійський «сходки», що проходила в Іваново). Колишній чемпіон Комі з бодібілдингу Абубакар влітку 1997 року біля того ж клубу «Даймон» смертельно вдарив «скіфівця» Миколу Маслова, за що був засуджений до п'яти років позбавлення волі, а 2006 року був затриманий співробітниками УБОЗ в Сиктивкарі за вимагання. Азізов був призначений Пічугіна «смотрящим» по Сиктивкару, але в червні 2011 року його засудили за самоуправство. Роман Кащаев був «коронований» за протекцією Пічуги, лобіював його інтереси в Краснодарському краї. Впливовий злодій в законі Льора Сумський 2012 року вступив в боротьбу за контроль над «общаком» України, користувався підтримкою клану Діда Хасана взагалі і Пічуги зокрема.
У січні 2017 року одному з московських ресторанів пройшла кримінальна «сходка», в якій взяли участь злодії в законі Юрій Пічугін, Василь Христофоров (Вася Воскрес), Георгій Діаквнішвілі (Гія Довгий) і Паата Твалчрелідзе (Паат Маленький). Імовірно, авторитети збиралися, щоб обговорити вибори нового лідера російського злочинного світу в зв'язку з арештом попереднього — Захарія Калашова (Шакро Молодого). У лютому 2017 року в Комі співробітники МВС РФ за підтримки Росгвардіі затримали Пічугіна і сімох його колег. В ході обшуків у Москві, П'ятигорську і Сиктивкарі, поліціянти вилучили велику кількість зброї. Пізніше троє з учасників угруповання були засуджені в особливому порядку. Відносно решти підсудних слідчі дії тривали .
У грудні 2017 року Міністерство фінансів США внесло Пічугіна в новий список санкцій .